# 硕腾
硕腾公司（Zoetis）是世界上最大的宠物和家畜用药品和疫苗厂商。 硕腾是世界上最大的药品制造商辉瑞公司的上市子公司，辉瑞公司占83％的股份。 该公司在全球70个国家运营，最近扩展到东南亚和中国一带。

## 历史

### 20世纪50年代至20世纪80年代
在20世纪50年代，辉瑞开始研究包括土霉素在内的多种药物。 辉瑞产品的化学工程师John McKeen发现其对家畜有效。1952年，辉瑞公司农业事业部在印第安纳州特雷霍特开设了732英亩的研发基地Vigo。1988年，该部门更名为辉瑞动物保健。

### 20世纪90年代至21世纪初
1995年对葛兰素史克公司的诺登实验室（Norden Laboratories）的收购使辉瑞动保部门扩展到包括家养宠物在内的小动物护理领域。 2003年，第2个研发中心在密歇根州卡拉马祖成立。同年，辉瑞以60亿美元的股票期权收购法玛西亚公司（Pharmacia）。 2007年至2011年，公司收购了Embrex公司、Catapult Genetics、Bovigen、惠氏、富道动物保健、Vetnex动物保健公司、Synbiotics公司、Microtek、King Pharmaceuticals及Alpharma。这些收购极大地增加了辉瑞公司的市场份额、产品线、经营区域和资源。

### 2010年代至今
2012年，公司正式宣布将把辉瑞动物保健剥离成为独立公司。 名称硕腾（Zoetis）来自拉丁语的动物学单词zoetic，意为“与生命有关”。
2011年及2012年，Zoetis公司的收入分别超过42亿美元和43.4亿美元。 全球动物保健行业估值为22亿美元。
2021年6月28日，硕腾捐贈第一批試驗性質動物用COVID-19疫苗給美國加州奧克蘭動物園（Oakland Zoo），老虎、熊、美洲獅和雪貂為第一批接種對象，該園之後也會為靈長類、果蝠和豬等動物注射疫苗。

## 首次公开募股
记录显示，辉瑞公司于2012年8月10日正式美国证券交易委员会登记为优先股。 2013年2月1日，硕腾进行首次公开募股，售出8610万股并募集到22亿美元。 该交易日结束时，股价大幅上涨19％。从每股26美元上涨到35.01美元。 当时，它是2012年5月18日价值16亿美元的Facebook首次公开募股以来最大规模的美国公司首次公开募股。 辉瑞保留了41400万股B类股，在该公司占83％的控股权。 股票投资者被收入中高额的边际利润以及子公司未来增长潜力的消费者信心所吸引。 本次发行的主承销商为摩根大通、美国银行美林和摩根士丹利。 首次公开募股筹集的资金大部分用于偿还辉瑞已有的债务。 
2013年5月22日，《华尔街日报》报道，辉瑞公司计划出售其在该公司的多数股权。 根据该报道，股东将有权选择将他们的辉瑞股票置换成硕腾股票。 出售硕腾的计划与辉瑞公司最近清退其它非医药子公司的决定相一致，这些决定的目的是努力节省成本、筹集资金并还清债务。该公司已宣布，摩根大通、美国银行美林、高盛公司、摩根士丹利为主承销商。

## 产品
硕腾产品包括：
- Apoquel
- Bovi-Shield Gold
- Cerenia
- 康卫宁
- 通灭
- 瑞可新
- 易速达
- 速解灵
- Histostat
- Inovocox
- Mycitracin
- Palladia
- Pirsue
- A180
- Revolution Pet Medicine
- Rimadyl
- Simplicef
- Slentrol
- Solitude IGR
- Spectramast
- Stellamune
- Stronghold